# 羅傑斯 (明尼蘇達州)
羅傑斯（英語：Rogers）是一個位於美國明尼蘇達州亨內平縣的城市。

## 人口
根據2020年美國人口普查的數據，羅傑斯的面積為68.00平方千米，當中陸地面積為65.81平方千米，而水域面積為2.19平方千米。當地共有人口13295人，而人口密度為每平方千米196人。